# 柳沢 (西東京市)
柳沢（やぎさわ）は、東京都西東京市の町名。現行の行政地名は柳沢一丁目から柳沢六丁目。住居表示実施済み区域である。郵便番号は202-0022。

## 地理
西東京市の南部に位置する。北は西武新宿線を挟んで保谷町、東は東伏見、南西は新町、西は向台町、北西は田無町南町、南は武蔵野市八幡町に隣接する。また、町域の北部を東西に青梅街道が、南端の武蔵野市との境界を五日市街道が、また東端は伏見通りと伏見稲荷通りが通る。

### 河川
- 石神井川 ｰｰｰ 青梅街道に沿うように流路を形成している。
- 千川上水 ｰｰｰ 街区南端に流路を形成している。

### 面積と人口
丁目毎の面積、人口と世帯数、および人口密度は以下の通りである。（2018年（平成30年）1月1日時点）
| 丁目       | 面積    | 人口     | 人口     | 人口      | 世帯数     | 人口密度        | 備考             |
| 丁目       | 面積    | 男       | 女       | 計        | 世帯数     | 人口密度        | 備考             |
| ---------- | ------- | -------- | -------- | --------- | ---------- | --------------- | ---------------- |
| 柳沢一丁目 | 0.13km2 | 896 人   | 1,040 人 | 1,936 人  | 1,027 世帯 | 14,892.3 人/km2 | 西武柳沢駅に隣接 |
| 柳沢二丁目 | 0.15km2 | 1,425 人 | 1,604 人 | 3,029 人  | 1,351 世帯 | 20,193.3 人/km2 |                  |
| 柳沢三丁目 | 0.14km2 | 1,055 人 | 1,095 人 | 2,150 人  | 1,057 世帯 | 15,357.1 人/km2 |                  |
| 柳沢四丁目 | 0.10km2 | 187 人   | 322 人   | 509 人    | 343 世帯   | 5,090.0 人/km2  |                  |
| 柳沢五丁目 | 0.13km2 | 1,298 人 | 1,340 人 | 2,638 人  | 1,218 世帯 | 20,292.3 人/km2 |                  |
| 柳沢六丁目 | 0.08km2 | 739 人   | 846 人   | 1,585 人  | 828 世帯   | 19,812.5 人/km2 | 西武柳沢駅に隣接 |
| 計         | 0.73km2 | 5,600 人 | 6,247 人 | 11,847 人 | 5,824 世帯 | 16,228.8 人/km2 |                  |

### 小・中学校の学区
市立小・中学校に通う場合、学区は以下の通りとなる。
| 丁目       | 街区       | 小学校                   | 中学校               |
| ---------- | ---------- | ------------------------ | -------------------- |
| 柳沢一丁目 | 全域       | 西東京市立東伏見小学校   | 西東京市立柳沢中学校 |
| 柳沢二丁目 | 1〜2番 7番 | 西東京市立東伏見小学校   | 西東京市立柳沢中学校 |
| 柳沢二丁目 | その他     | 西東京市立保谷第二小学校 | 西東京市立柳沢中学校 |
| 柳沢三丁目 | 2〜10番    | 西東京市立保谷第二小学校 | 西東京市立柳沢中学校 |
| 柳沢三丁目 | その他     | 西東京市立東伏見小学校   | 西東京市立柳沢中学校 |
| 柳沢四丁目 | 全域       | 西東京市立保谷第二小学校 | 西東京市立柳沢中学校 |
| 柳沢五丁目 | 全域       | 西東京市立保谷第二小学校 | 西東京市立柳沢中学校 |
| 柳沢六丁目 | 7〜11番    | 西東京市立保谷第二小学校 | 西東京市立柳沢中学校 |
| 柳沢六丁目 | その他     | 西東京市立東伏見小学校   | 西東京市立柳沢中学校 |

### 地価
住宅地の地価は、2016年（平成28年）1月1日の公示地価によれば、柳沢5-13-20の地点で26万2000円/m2となっている。

## 歴史
明治以前には、武蔵国新座郡上保谷村および上保谷新田村に属していた、旧保谷市地域である。

### 地名の由来
旧小字名にちなむ。なお、町名の案として、「柳町」「柳沢町」「川桐町」「柳沢南町」が挙がっていた。
隣接する田無市にも字柳沢が存在したが、こちらは田無市内の住居表示実施時にすべて他地区へ編入されており、現在の西東京市柳沢には継承されていない。

### 沿革
- 1966年（昭和41年）5月1日 保谷町が町名整理を実施。
  - 大字上保谷の小字柳沢（一部）、上柳沢、および大字上保谷新田の小字坂上（一部）、葭窪北台を合わせて柳沢が設置される。
- 2001年（平成13年）1月21日 保谷市と田無市が合併して西東京市発足。西東京市柳沢となる。

## 交通

### 鉄道
| 街区内で利用可能な駅           |
| ------------------------------ |
| 西武新宿線 - 西武柳沢駅(SS 16) |

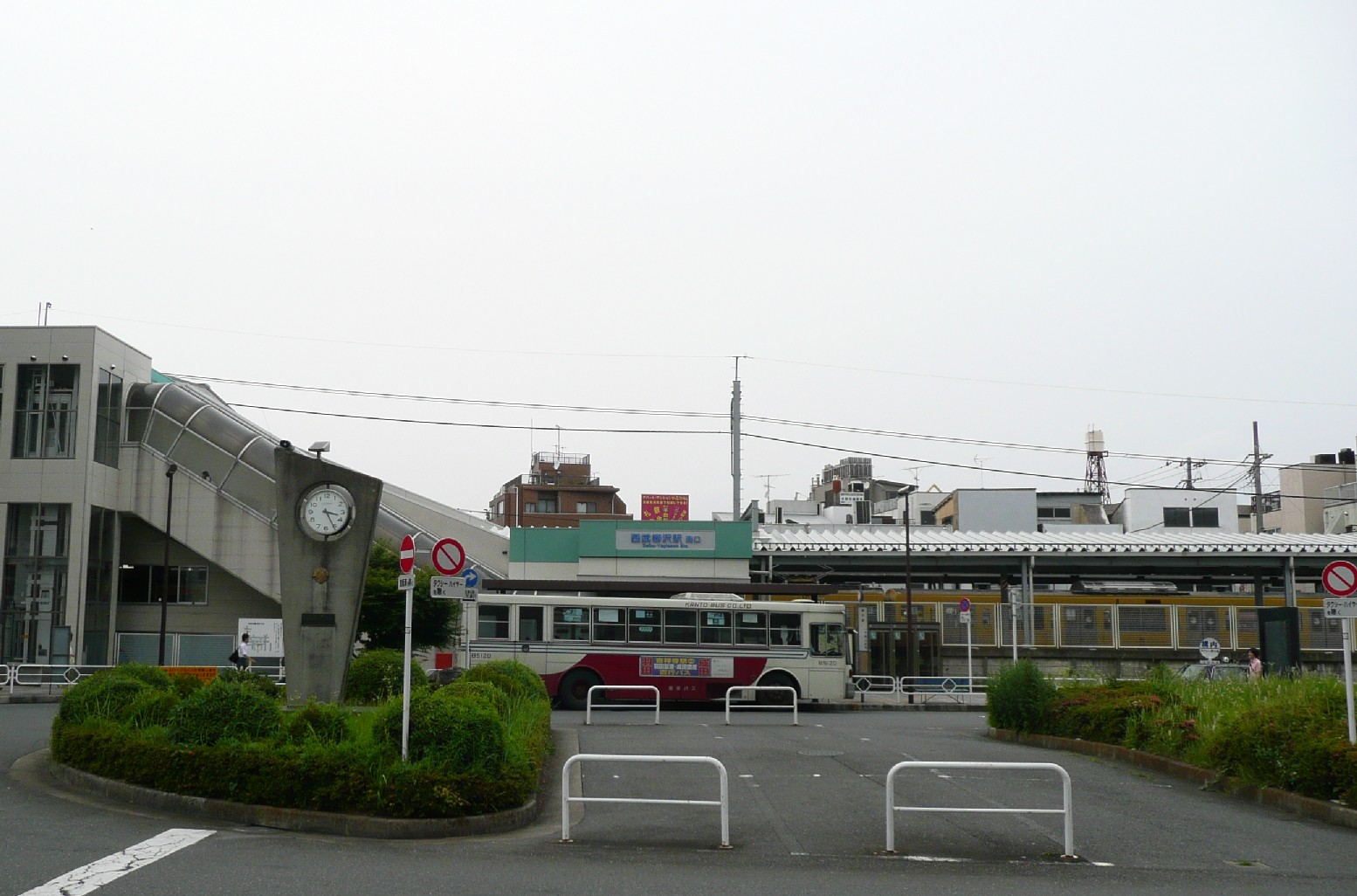
西武柳沢駅南口

町域北端に西武新宿線西武柳沢駅がある（駅の住所は保谷町三丁目）。

### バス
- 西武バス滝山営業所
- 関東バス武蔵野営業所

…が、近隣の路線バスを運行している。
- 関東バスの運行で、運行日限定で横浜・八景島シーパラダイス行き高速バスの運行が設定されている。

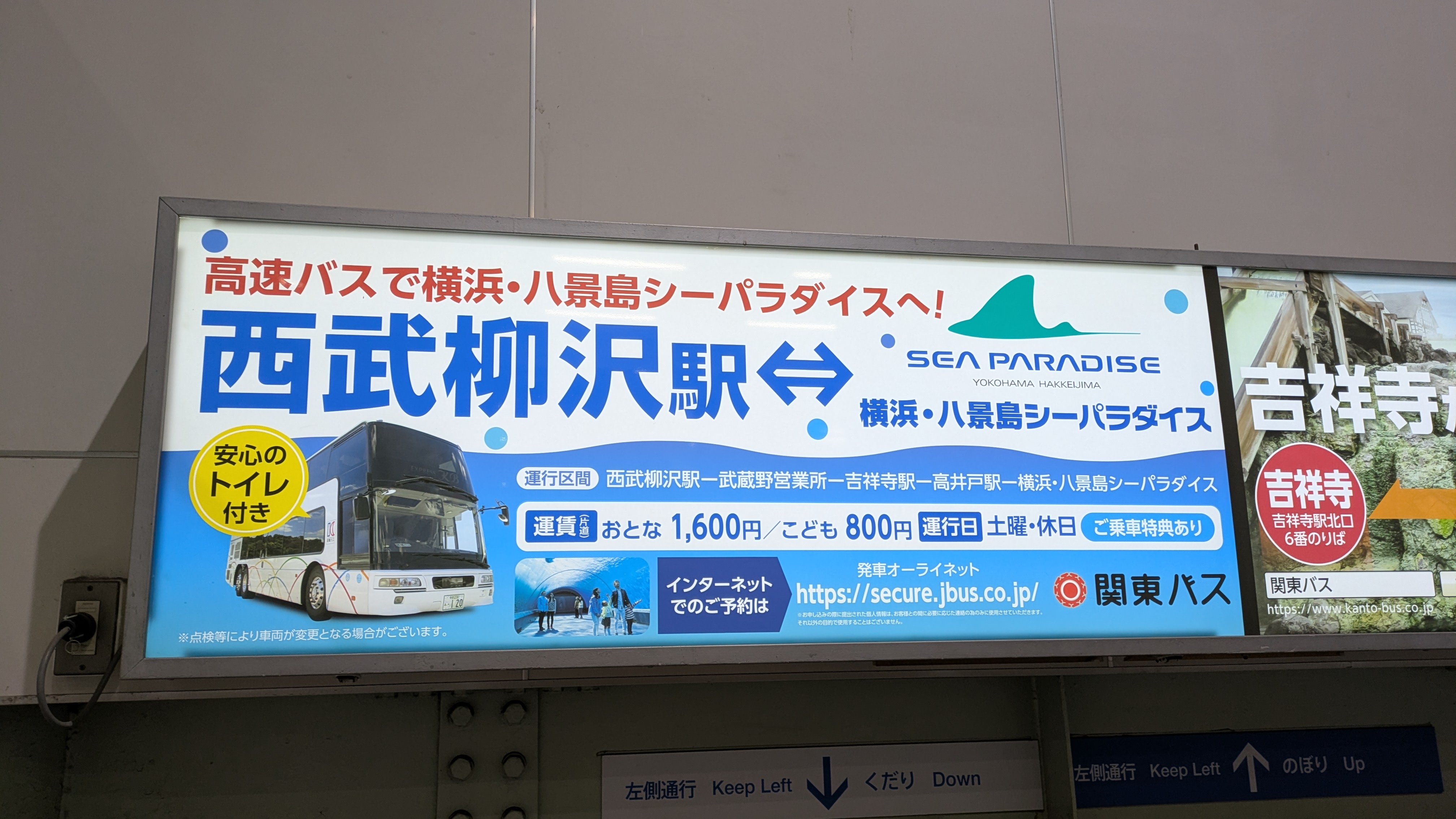
西武柳沢駅の案内

### 道路
- 東京都道5号新宿青梅線（青梅街道）
- 東京都道7号杉並あきる野線（五日市街道）
- 多摩南北道路1号線（調布保谷線）（伏見通り）

## 施設
文教・スポーツ
- 西東京市立柳沢中学校
- 西東京市立保谷第二小学校
- 西東京市立やぎさわ保育園
- 西東京市立保谷柳沢児童館
- 西東京市立柳沢図書館
- MUFG PARK：三菱UFJフィナンシャル・グループ（MUFG）の保養所を改修して2023年6月26日から一般開放[9]

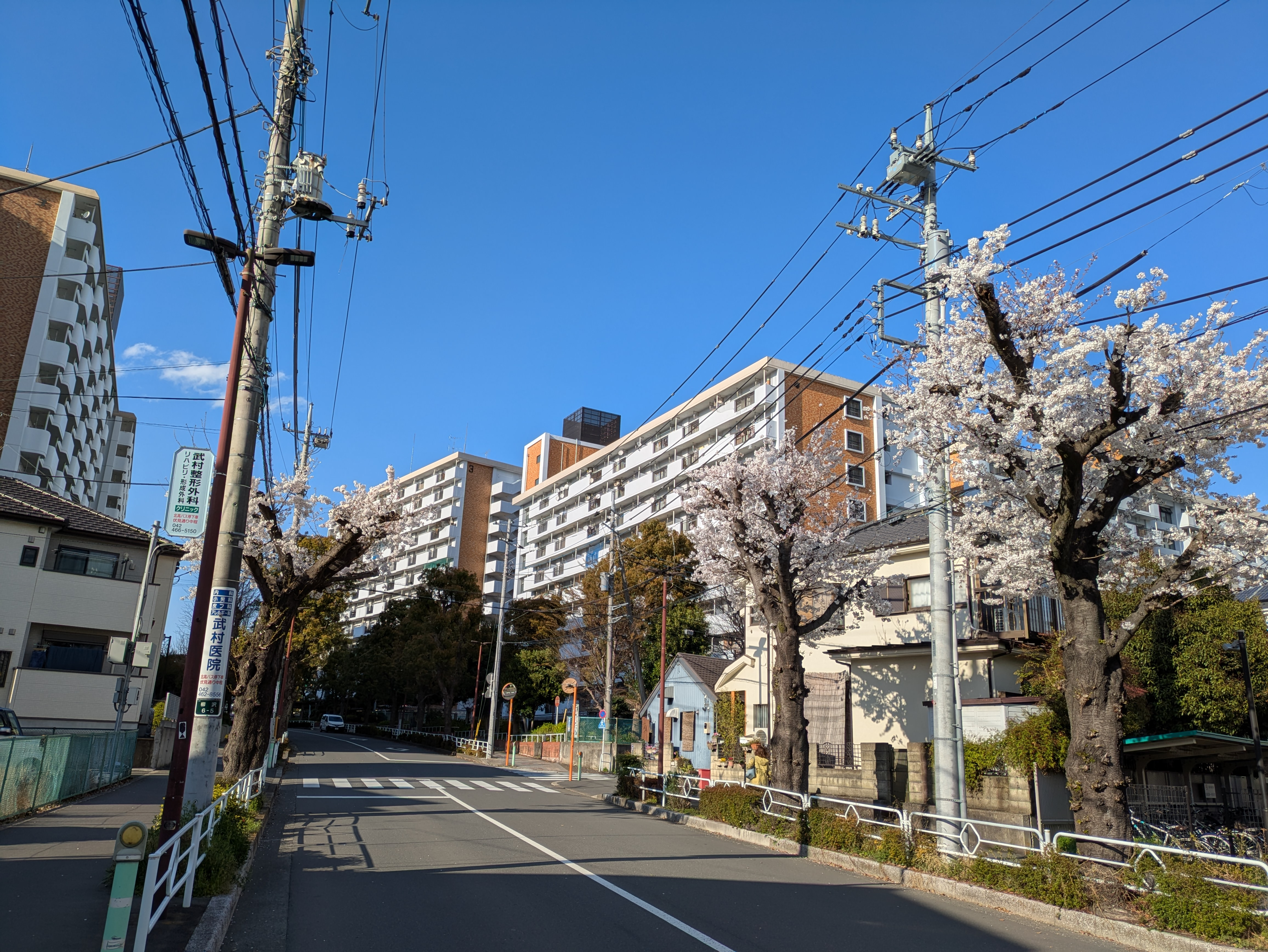
都営柳沢六丁目アパート

都営住宅
- 都営柳沢一丁目アパート
- 都営柳沢六丁目アパート